# Hermann Geiger (Politiker)
Hermann Geiger (* 19. Dezember 1946 in Echlishausen) ist ein deutscher Politiker (SPD).
Nach dem Erreichen der mittleren Reife machte Geiger eine Lehre in der Landwirtschaft und besuchte die Ingenieurschule. Er studierte Agrar-Wissenschaften und schloss mit dem akademischen Grad Dipl.-Ing.-Agr. (univ.) ab. So ist Geiger seit 1975 in der Landwirtschaftsverwaltung tätig.
1971 wurde Geiger Mitglied der SPD, wo er 1997 Unterbezirksvorsitzender in Neu-Ulm wurde. Er war von 1984 bis 2014 Stadtrat in seinem Wohnort Weißenhorn, 25 Jahre davon als Fraktionsvorsitzender. Von 1990 bis 2014 war er Kreisrat und sechs Jahre stellvertretender Landrat in Neu-Ulm. Von 1998 bis 2003 saß er zudem im bayerischen Landtag. Dort gehörte er dem Petitions- und Sozialausschuss an.